# Troides riedeli
Espèce
Statut CITES
Troides riedeli est une espèce de papillons de la famille des Papilionidae et de la sous-famille des Papilioninae et du genre Troides.

## Systématique
L'espèce Troides riedeli a été initialement décrite en 1885 par l'entomologiste allemand Theodor Kirsch (1818-1869) sous le protonyme d’Ornithoptera riedeli.

## Étymologie
Son épithète spécifique, riedeli, lui a été donnée en l'honneur du naturaliste Johann Gerard Friedrich Riedel (d) (1832-1911) qui a collecté le premier spécimen.

## Description
Troides  riedeli est un papillon d'une envergure variant de 140 mm à 160 mm, aux ailes postérieures festonnées, dont le corps est noir avec l'abdomen marqué de jaune sur la partie ventrale. Il existe un dimorphisme sexuel de couleur.
Les mâles ont les ailes antérieures noires aux veines discrètement soulignées de blanc, plus largement sur le revers, et les ailes postérieures jaunes à partie basale bordure et veines noires.
Les femelles, plus grandes que les mâles, ont les ailes antérieures noires aux veines très largement soulignées de blanc, et les ailes postérieures jaunes à large partie basale noire, veines noires,bordure et ligne submarginale de points noirs.

## Écologie et distribution
Troides  riedeli est présent uniquement aux iles Tanimbar, qui font partie des Moluques, en Indonésie.

### Protection
Troides  riedeli est protégé.